# Асташкин, Николай Степанович
Николай Степанович Асташкин (род. 10 декабря 1934 года, Новая Пырма, Кочкуровский район, Мордовская АССР, СССР) — Герой Социалистического Труда, бригадир, вальщик леса Шайтанского лесопункта Лобвинского КЛПК.

## Биография
Родился 10 декабря 1934 года в селе Новая Пырма Кочкуровского района Мордовской АССР в семье, где были ещё два младших брата.
С 1949 года, в возрасте 15 лет работал в колхозе, возил снопы на лошади. В 1951 году семья переехала в Карпинск, где он работал в Карпинском химлесхозе, на подсочке. В 1953—1956 годах служил в армии.
В 1956 году работал в поселке Латинка, а уже в 1957 году в поселке Шайтанка укатчиком, на разгрузке леса, затем стал работать помощником вальщика. В целом, Н.С. Асташкин работал на валке леса 29 лет.
С 1961 года стал бригадиром в комплексной лесозаготовительной бригаде. В 1973 году его бригада первой на предприятии перешла на работу укрупненным составом из четырёх звеньев по одному наряду. А уже в июле 1974 года бригада работала вахтовым методом по заготовке леса в отдаленных районах.
За высокие показатели, победы в ежемесячных соревнованиях среди комплексных лесозаготовительных бригад предприятия» Асташкин неоднократно поощрялся благодарностями, денежными премиями, почетными грамотами Администрации и профсоюзного комитета предприятия и администрации Новолялинского района. В бригаде Н. С. Асташкина были награждены медалями и орденами 8 человек.
После выхода на пенсию проживал в посёлке Шайтанка вместе с супругой Анной Ивановной Асташкиной. Умер 16 мая 2014 года. Они воспитали дочь и сына, сейчас у них три внучки, один правнук и одна правнучка.

## Награды
За свои достижения был неоднократно награждён:
- 1973—1974, 1976—1979 — знак «Победитель социалистического соревнования» «за систематические выполнения планов и соцобязательств»;
- 1973—1974 — звание «Почетный мастер заготовок леса и лесосплава»;
- 1974 — орден Трудового Красного Знамени «за высокие показатели, рост производительности труда»;
- 1980 — орден Ленина;
- 29.06.1984 — звание Герой Социалистического Труда с золотой медалью Серп и Молот;
- 28.05.2009 — звание «Почетный гражданин Новолялинского района» решением Думы Новолялинского городского округа № 154.